# Koń pleweński

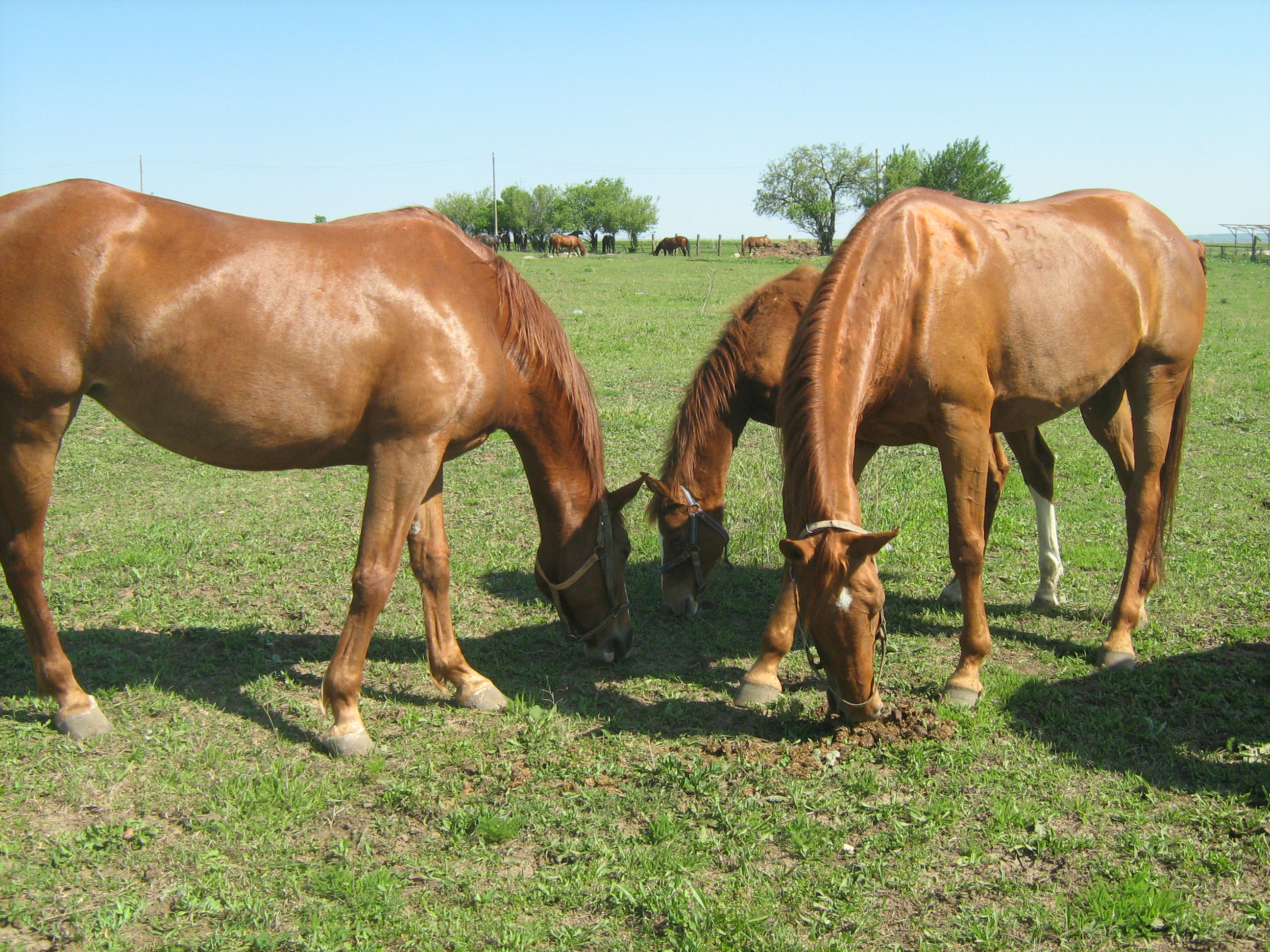
Konie pleweńskie

Koń pleweński – bułgarska rasa konia domowego.
Na rasę tę miała duży wpływ czysta krew arabska i pełna krew angielska. Odmiana z Plewen jest w umaszczeniu kasztanowata, a konie o maści od ciemnokasztanowatej do karej są rasą naddunajską. Użytkowane są pod siodło i prac polowych. Średnia wysokość w kłębie to około 154 cm.